# Sonny Perdue
George Erwin „Sonny“ Perdue (* 20. prosince 1946, Perry, GA) je americký zvěrolékař, podnikatel a politik za Republikánskou stranu. V letech 2003–2011 byl guvernérem státu Georgie. Za vlády Donalda Trumpa zastával v letech 2017–2021 post ministra zemědělství Spojených států amerických.
Perdue začal svou politickou kariéru v roce 1992 jako demokrat. V roce 1997 však přestoupil k Republikánské straně. Než se stal guvernérem, byl členem senátu státu Georgie. Jeho bratranec David Perdue, rovněž republikánský politik, působil v letech 2015–2021 v senátu USA, kde zastupoval Georgii.